# 力量耳光
《力量耳光》（英語：Power Slap），也称为《力量耳光：夺冠之路》（英語：Power Slap: Road to the Title），是由美国华纳兄弟探索公司下属的TBS电视频道播出的美国电视节目，于2023年1月18日首播。参赛者互相扇耳光以赢得“力量耳光联盟”锦标赛。该节目的第一季包括8集，在此之后还有一场按次付费的比赛。 
该节目由UFC终极格斗冠军赛总裁白大拿制作，原定于2023年1月11日首播，但推迟了一周，因为白大拿的妻子在一家墨西哥夜总会扇了他一巴掌而他又扇了回去。

## 规则
这项运动已获得内华达州体育委员会的许可，采用了其他扇耳光赛事制定的规则。在掷硬币决定谁先手后，进攻方需在30秒内张开手掌扇对手耳光。耳光必须扇在眼睛和下巴之间，不能用手掌引导，所有手与脸的接触都同时发生。防守方不得退缩、抬肩或收下巴。被扇后，防守方有30秒的时间恢复，然后回到原位转由他进攻。3轮后都没有出现击倒的比赛将交给裁判判定，采用10分制。